# Théorème de Hilbert (géométrie différentielle)
En géométrie différentielle, le théorème de Hilbert, publié par David Hilbert en 1901, affirme qu'on ne peut pas représenter le plan hyperbolique dans l'espace usuel, ou plus rigoureusement qu'il n'existe pas de surfaces régulières de courbure constante négative immergées isométriquement dans {\displaystyle \mathbb {R} ^{3}}. 

## Historique
- David Hilbert publia son théorème sous le titre Über Flächen von konstanter Krümmung (de) (Sur les surfaces de courbure constante) dans les Transactions of the American Mathematical Society (1901, vol. 2, p. 87-99).
- Peu après, une démonstration différente fut proposée par Erik Holmgren (en), sous le titre Sur les surfaces à courbure constante négative (Comptes rendus  de l'Académie des Sciences, 1902)[1].
- Une importante généralisation fut obtenue par Nikolai Efimov en 1975, montrant qu’il n’existe pas non plus de submersion du plan hyperbolique[2].

## Démonstration
Un énoncé rigoureux du théorème est que  
Théorème — Si {\displaystyle S} est une variété riemannienne complète de dimension 2, de courbure négative constante {\displaystyle K}, il n'existe pas d'immersion isométrique de {\displaystyle S} vers {\displaystyle \mathbb {R} ^{3}}.
La démonstration est complexe et passe par une série de lemmes. L'esquisse qui suit, proche de la preuve de Hilbert, mais s'appuyant sur la présentation faite dans les livres de Do Carmo et Spivak, consiste essentiellement à montrer l'impossibilité d'une immersion isométrique {\displaystyle \varphi =\psi \circ \exp _{p}:S'\longrightarrow \mathbb {R} ^{3}} d'une surface {\displaystyle S'} (déduite de {\displaystyle S} et isométrique au plan hyperbolique {\displaystyle H}) vers l'espace euclidien {\displaystyle \mathbb {R} ^{3}}.  
On commence, sans perte de généralité puisque les similitudes de {\displaystyle \mathbb {R} ^{3}} multiplient la courbure par une constante, par supposer {\displaystyle K=-1}. L'application exponentielle {\displaystyle \exp _{p}:T_{p}(S)\longrightarrow S} est un difféomorphisme local (en fait, un revêtement, d'après le théorème de Cartan-Hadamard),  elle induit donc un produit scalaire (et une métrique) en chaque point de {\displaystyle T_{p}(S),} le plan tangent à {\displaystyle S} en {\displaystyle p}.  On note {\displaystyle S'} ce plan muni de cette métrique ; si {\displaystyle \psi :S\longrightarrow \mathbb {R} ^{3}}est une immersion isométrique, il en est de même de {\displaystyle {\psi }'=\psi \circ \exp _{p}:S'\longrightarrow \mathbb {R} ^{3}}. On montre successivement que {\displaystyle S'} et {\displaystyle H} sont isométriques, que {\displaystyle H} est d'aire infinie, et que l'aire de l'image de {\displaystyle S'} par  {\displaystyle {\psi }'} est finie, d'où la contradiction cherchée. 
Lemme 1 :  {\displaystyle S'} et {\displaystyle H} sont isométriques.  
Définissant {\displaystyle H} comme variété riemannienne, on construit une application {\displaystyle \varphi =\exp _{p'}\circ \ \psi \circ \exp _{p}^{-1}} par l'intermédiaire des applications exponentielles vers les plans tangents, et on applique des résultats de géométrie différentielle pour montrer (théorème de Minding) que {\displaystyle \varphi } est une isométrie locale, puis ({\displaystyle S'} étant simplement connexe) que {\displaystyle \varphi } est une isométrie globale. 
Lemme 2 : l'aire de {\displaystyle H} est infinie. 
Utilisant  la première forme fondamentale, on peut identifier {\displaystyle H} à {\displaystyle \mathbb {R} ^{2}} en prenant autour de chaque point de coordonnées {\displaystyle (u,v)} les coefficients de la jacobienne {\displaystyle E=\left\langle {\frac {\partial }{\partial u}},{\frac {\partial }{\partial u}}\right\rangle =1\qquad F=\left\langle {\frac {\partial }{\partial u}},{\frac {\partial }{\partial v}}\right\rangle =\left\langle {\frac {\partial }{\partial v}},{\frac {\partial }{\partial u}}\right\rangle =0\qquad G=\left\langle {\frac {\partial }{\partial v}},{\frac {\partial }{\partial v}}\right\rangle =e^{u}} ; on a donc comme expression de l'aire {\displaystyle \int _{-\infty }^{\infty }\int _{-\infty }^{\infty }e^{u}dudv=\infty }.
Lemme 3 : pour chaque {\displaystyle p\in S'}, il existe une paramétrisation de  {\displaystyle S'} par un ouvert de {\displaystyle \mathbb {R} ^{2}}, {\displaystyle f:U\subset \mathbb {R} ^{2}\longrightarrow S',\qquad p\in f(U)}, tel que les courbes coordonnées sont asymptotes ; l'aire de tout quadrilatère formé par ces courbes est inférieur à  {\displaystyle 2\pi }.
Lemme 4 : {\displaystyle f} peut se prolonger en un difféomorphisme bijectif.
{\displaystyle S'} peut donc être couvert par une réunion de quadrilatères inclus les uns dans les autres, et d'aires bornées par {\displaystyle 2\pi }, d'où la contradiction cherchée.